# Yunguirius
Genre
Yunguirius est un genre d'araignées aranéomorphes de la famille des Agelenidae.

## Distribution
Les espèces de ce genre sont endémiques de Chine.

## Liste des espèces
Selon World Spider Catalog (version 25.5, 10/09/2024) :
- Yunguirius duoge B. Li, Zhao & S. Q. Li, 2023
- Yunguirius ornatus (Wang, Yin, Peng & Xie, 1990)
- Yunguirius parvus Wei & Liu, 2024
- Yunguirius subterebratus (Zhang, Zhu & Wang, 2017)
- Yunguirius terebratus (Peng & Wang, 1997)
- Yunguirius trigonus Wei & Liu, 2024
- Yunguirius wangqiqiae Wei & Liu, 2024
- Yunguirius xiangding B. Li, Zhao & S. Q. Li, 2023
- Yunguirius xiannushanensis Wei & Liu, 2024

## Systématique et taxinomie
Ce genre a été décrit par Li, Zhao et Li en 2023 dans les Agelenidae.

## Publication originale
- Li, Zhao, Okumura, Meng, Li & Chen, 2023 : « Yunguirius gen. nov., a new genus of Coelotinae (Araneae, Agelenidae) spiders from southwest China. » ZooKeys,  vol. 1159, p. 51-67 (texte intégral).